# Naturschutzgebiet Auf dem Krämer
Das Naturschutzgebiet Auf dem Krämer ist ein 1,05 ha großes Naturschutzgebiet (NSG) in der Stadt Meinerzhagen im Märkischen Kreis in Nordrhein-Westfalen. Von der Bezirksregierung Arnsberg wurde das NSG 1949 und 1965 per Verordnung ausgewiesen. Das NSG wurde 2001 vom Kreistag des Märkischen Kreises mit dem Landschaftsplan Nr. 6 Meinerzhagen erneut ausgewiesen.

## Gebietsbeschreibung
Bei dem NSG handelt es sich um eine Wacholderheide und um Laubwald. 

## Schutzzweck
Das Naturschutzgebiet wurde zur Erhaltung, Pflege und Wiederherstellung einer regional seltenen Wacholderheide als kulturhistorisch wertvolles Relikt ehemaliger Beweidungsformen mit standorttypischen Lebensgemeinschaften von Pflanzen und Tieren auf nährstoffarmen Standorten ausgewiesen. Wie bei anderen Naturschutzgebieten in Deutschland wurde in der Schutzausweisung darauf hingewiesen, dass das Gebiet „wegen der landschaftlichen Schönheit und Einzigartigkeit“ zum Naturschutzgebiet wurde.